# 天才杂技演员
《天才杂技演员》是一部中国上海美术电影制片厂制作的木偶片，于1979年上映。

## 剧情简介
杂技团有一位技术非常高超的走钢丝天才演员，他的表演获得了观众的阵阵喝彩。演出结束后，一位小演员请求向他学艺，但是天才演员看不起这位小演员，拒绝教他。
杂技团休假期间，小演员每天坚持不懈地练功；而天才演员则每天吃吃睡睡，不再练习。不久，休假期满，杂技团再次演出，此时的天才演员已经吃成了一个胖胖的“大皮球”。表演期间，天才演员刚走上钢丝没多久，就压断了钢丝，从高空摔了下来，所幸被小演员及时接住。